# 타피오 코리우스
세포 타피오 알렉산테리 코리우스(핀란드어: Seppo Tapio Aleksanteri Korjus, 1961년 2월 10일~)는 핀란드의 육상 선수로 주 종목은 창던지기이다.

## 생애
퀴멘락소 지역의 베흐칼라흐티(현재의 하미나의 일부)에서 태어난 그는 유년 시절부터 다양한 스포츠 종목을 접했으며, 특히 스키에 두각을 드러냈다. 이후 스키 특기생으로 부오카티 체육 고등학교에 입학했으나 허리 부상으로 창던지기로 종목을 바꿨다. 이후 1980년대 핀란드의 대표적인 창던지기 선수로 꾸준히 성장했으나 1988년까지 국제 대회에서 성과를 내지 못했다.
1988년 대한민국 서울특별시에서 열린 올림픽 대회에서 핀란드 국가대표로 참가했으며, 경기 내내 은메달 획득이 유력했으나, 마지막 시도에서 84.28m를 기록하면서 체코슬로바키아의 얀 젤레즈니와 같은 국가의 세포 래튀를 누르고 금메달을 획득했다. 서울 올림픽 이후에는 주로 핀란드와 스웨덴에서 열린 대회에 주로 참가했고, 은퇴할 때까지 뚜렷한 국제 대회 성과는 없었다.
1989년에 은퇴한 후 미카엘라 잉베리 같은 후배 선수들을 지도했다.